# گاومیش‌های کوهان‌دار
گاومیش‌های کوهان‌دار یا بیزون‌ها (نام علمی: Bison)، یک سرده از جانورانی بزرگ‌جثه از راستهٔ جفت‌سم‌سانان و زیرخانواده گاویان هستند که شامل دو گونهٔ موجود و شش گونهٔ منقرض شده هستند. در حال حاضر دو گونهٔ بوفالوی آمریکایی (Bison bison) و گاومیش کوهان‌دار اروپایی (Bison bonasus) یا «ویسنت» تنها گونه‌های زنده و موجود هستند.
گاومیش‌های کوهان‌دار آمریکایی تنها در آمریکای شمالی یافت شده و نسبت به گونهٔ اروپایی جمعیت بزرگ‌تری دارد و در میان مردم ایالات متحده و کانادا با نام بوفالو شناخته می‌شود. این گونه خود دارای دو زیرگونهٔ بیزون جنگلی (B. b. bison) و بیزون دشتی (B. b. athabascae) است. گاومیش کوهان‌دار اروپایی در اروپا و قفقاز یافت می‌شود و دارای جمعیت کمتری نسبت به گونهٔ آمریکایی است. این گونه پس از انقراض کامل در طبیعت، پس از پرورش و تکثیر مصنوعی در اسارت و رهاسازی، مجدداً به طبیعت معرفی شد. بیزون‌ها دارای قابلیت جفت‌گیری با گاوهای اهلی و تولیدمثل و ایجاد زاده‌هایی دورگه و زایا هستند. این گونه زاده‌ها، «بیفالو» و «زوبران» نامیده شده‌اند و تا حدودی دارای ویژگی‌هایی از هر دو والدین خود هستند.